# FC Dieppe
El Football Club dieppois es un equipo de fútbol de Francia que juega en el Championnat National 2, la cuarta división de fútbol del país.
Juega de local en el Stade Jean Dasnias, con una capacidad para 2.600 espectadores. Los colores del club son el blanco y el azul.

## Historia
Fue fundado en el año 1896 en la ciudad de Dieppe y ha sido un equipo que ha vagado toda su historia en las ligas amateur de Francia, donde ni siquiera ha jugado en el Championnat National.

## Palmarés
- CFA 2 Grupo A: 1

2012/13
- Haute-Normandie DH: 7

1952, 1956, 1961, 1973, 1987, 1991, 1996

## Entrenadores
- Robert Mercier (1938-1939)
- Théo Bisson (1951-1952)
- Emilien Méresse (1955-1959)
- Victor Gomez (1959-1960)
- André Doye (1960-1965)
- Paul Lévin (1966-1968)
- Julien Stopyra (1968-1969)
- Armand Cabrera (1972-1974)
- Frantz Edom (1974-1975)
- Christian Dacquet (1975-1976)
- Edmond Baraffe (1977-1978)
- Michel Croquet (1979-1981)
- Lionel Carpentier (1990-1991)
- Thierry Asseloos (1995-1997)
- André Auzoux (1997-2005)
- Franck Deloménie (2005-2007)
- Sylvain Bied (2007)
- Bruno Mignot (2007)
- Jacky Colinet (2007-2012)
- Sébastien Cuvier (2012-2013)
- Nicolas Dubois (2013-2014)
- David Giguel (2015-2017)
- Jean-Guy Wallemme (2017-2018)
- Guillaume Gonel (2018-2024)
- Djilalli Bekkar (2024-)